# New Zealand Nuclear Free Zone, Disarmament, and Arms Control Act 1987
La New Zealand Nuclear Free Zone, Disarmament, and Arms Control Act 1987 est une loi néo-zélandaise ratifiée par le quatrième gouvernement travailliste en 1987 « pour établir un territoire dénucléarisé en Nouvelle-Zélande, promouvoir et encourager une contribution active et effective de la Nouvelle-Zélande dans le processus international de désarmement et de maitrises des armements ».
Cette loi entérine dans la législation néo-zélandaise le Traité de Rarotonga, qui fait du Pacifique Sud une zone exempte d'armes nucléaires, ainsi que le Traité de non-prolifération nucléaire. La Nouvelle-Zélande est le premier pays au monde à s'être formellement et légalement déclaré territoire dénucléarisé, renonçant unilatéralement tant au nucléaire civil que militaire.
C'est en vertu de cette loi que la Nouvelle-Zélande compte interdire le passage des futurs sous-marin nucléaire d'attaque australiens de classe Virginia dans ses eaux territoriales,,.